# Pour vous (roman)
Pour vous est un roman de Dominique Mainard publié le 25 août 2008 aux éditions Joëlle Losfeld et ayant reçu le prix des Libraires l'année suivante.

## Éditions
- Pour vous, éditions Joëlle Losfeld, 2008,  (ISBN 2070787664).